# Classe MEKO 360
Le MEKO 360 sono una classe di unità navali appartenenti alla famiglia di navi militari MEKO, il cui progetto è stato sviluppato e prodotto dalla tedesca Blohm und Voss verso la fine degli anni settanta. Le navi di questa classe sono state acquisite dalla Nigeria e dall'Argentina nella cui marina sono classificate come cacciatorpediniere, ma hanno capacità simili a quelle di una fregata. 
La prima nave di questo tipo è stata l'Aradu, ordinata nel 1977 come principale e unica nave moderna della Nigeria. 
Nel 1978 arrivò l'ordine per quattro navi da parte della Marina Argentina, che in origine voleva immetterne in linea addirittura sei esemplari, di cui quattro da costruire nei propri cantieri. In pratica, l'accordo finale ha visto la realizzazione di sole quattro navi, tutte nei cantieri tedeschi, cui però fece seguito un ordine per sei corvette Espora da costruire su licenza tedesca in Argentina. Un contratto di simili proporzioni negli stessi anni era stato stipulato dall'Iraq, che aveva ordinato ai cantieri italiani quattro fregate tipo Lupo sei corvette Tipo al-Asad ed una nave da rifornimento della Classe Stromboli, ma il contratto non venne mai ottemperato nonostante la costruzione delle navi a causa dell'embargo bellico dovuto prima alla guerra Iran-Iraq e dopo alla Guerra del Golfo. 
Al tempo dell'ordine argentino vi fu una competizione con le navi Maestrale, non ancora entrare in servizio, e basate sulle Lupo che erano state ordinate ai cantieri italiani da Perù e Venezuela. Le navi italiane avrebbero retto il confronto in termini di prestazioni e permesso di dialogare con una struttura molto più semplificata, perché realizzabili in Italia quasi totalmente, senza dialogare con fornitori multinazionali. Tuttavia due fattori vennero contro questa possibilità. La prima di ordine politico, in quanto all'arrivo della commissione argentina in Italia per valutare l'eventuale acquisto delle Maestrale, vi furono da parte delle maestranze dei cantieri delle forti manifestazioni visto che l'Argentina era una dittatura militare di estrema destra. Accoglienza che invece, quando gli argentini andarono in Germania Ovest, non trovarono. Stranamente, quando si trattò di esaudire l'ordine iracheno per le Lupo non vi furono tali manifestazioni. La seconda era forse ancora più importante, perché le Maestrale erano mezzi tutto sommato convenzionali, mentre le MEKO erano un concetto interamente nuovo, quello della nave-contenitore con struttura modulare. Così, quel primo contratto di grande importanza, dopo l'avvisaglia dell'Aradu, vide il passaggio di consegne, e di un'era costruttiva, tra i cantieri italiani, per alcuni anni quelli più attivi nell'export, con quelli tedeschi.

## Progetto
Costruite in due varianti denominate e MEKO 360 H1 MEKO 360 H2, come tutte le navi del loro tipo, le MEKO 360 sono costituite da un grande scafo con componenti interni modulari e sostituibili. L'architettura modulare facilita l'ammodernamento di tutti i sottosistemi (armamento, elettronica e altro) e aumenta la longevità del mezzo. La capacità di resistere e contenere i danni è anche una parte del concetto MEKO, avendo i moduli funzionali una certa indipendenza nell'aerazione, alimentazione elettrica e altro ancora. 
Lo scafo è dato da un ponte unico continuo, con un ridotto cavallino di prua e una doppia angolazione delle fiancate. Le sovrastrutture sono costituite da un blocco unico, dalla struttura solida e compatta. Vi sono due ponti per tutta la lunghezza delle sovrastrutture (circa il 60% di quella totale) con un terzo ponte che è quello della plancia di comando. Gli alberi sono due, uno sopra la parte posteriore della plancia, a struttura tronco-piramidale, l'altro dietro il fumaiolo. La poppa è a specchio, aperta con una struttura sotto il ponte di volo. Il disegno complessivo è molto pulito, razionale, con una plancia simile a quella di navi mercantili e spazi abbondanti per l'equipaggio.
La Aradu fa parte del tipo MEKO 360H1, mentre le unità argentine che costituiscono la Classe Almirante Brown sono del tipo MEKO 360H2.
L'apparato motore delle unità argentine hanno una configurazione mai più ripresa dalle navi MEKO, con due turbine a gas Tyne per la velocità di crociera, e due Olympus da 51000 hp per gli spunti di alta velocità. Le turbine sono più efficienti dei diesel alle alte potenze e velocità, ma sotto i 20 nodi sono i diesel che hanno un molto migliore rendimento, per cui in genere i motori di crociera sono diesel. L'autonomia non è in effetti molto valida per i lunghi trasferimenti, anche se le turbine a gas sono compatte e leggere. Nella Aradu la propulsione è di tipo CODOG, con diesel di crociera e turbine per alta velocità. I due fumaioli sono inclinati verso l'esterno, accoppiati, come tradizione per le navi MEKO 200 e MEKO 360.
L'armamento è costituito da:
- 1 cannone Otobreda 127/54 Compatto

- 4 sistemi CIWS Dardo sistemati 2 a prua e 2 a poppa, ai lati dell'hangar, che nonostante questo, è capace di ospitare 2 elicotteri.

- 2 lanciatori quadrupli sono a mezza nave; si tratta di sistemi sufficienti per 8 missili Exocet MM.40, da 65 km di gittata. Essi sono protetti da una struttura protettiva, che li fa sembrare solo 2 lanciamissili. Nella Aradu sono invece presenti gli Otomat

- 1 lanciamissili Albatros/Aspide è sistemato a poppa.

- 2 tubi lanciasiluri tripli ILAS-3, del tipo MK 32 americano, per siluri del tipo A244.

Le unità hanno un ampio hangar, che grazie alla larghezza dello scafo, consente di ospitare 2 elicotteri. 
L'elettronica è relativamente limitata, con un solo radar multiruolo, piazzato sull'albero poppiero, quello più basso. L'albero anteriore ha invece un radar MW-25 per il controllo tiro, un radar di tiro per i missili Aspide di poppa, due radar ciascuno per una coppia di CIWS, quella di prua e quella di poppa. Il sonar non ha un elemento a profondità variabile, cosa che limita la capacità di scoprire sottomarini, specie in caso di maltempo o di alta velocità della nave. 
La componente ECM comprende lanciatori Breda SCLAR, per razzi con chaff e flare.

## Classe Almirante Brown
Le MEKO 360H2, o Classe Almirante Brown, sono le navi più potenti e temibili della Marina Argentina.
Il loro progetto ha dato il massimo livello di importanza alle capacità antiaeree, specie per l'autodifesa della nave. La presenza di 4 grandi e potenti torrette CIWS, sistemate praticamente ai 4 punti cardinali, consente di difendere efficacemente la nave a 360 gradi. 
I loro limiti sono l'autonomia, che è inferiore a quanto desiderabile, e la dotazione elettronica, non del tutto soddisfacente. In termini di sensori principali, le MEKO 200, pur più piccole sono dotate anche di un radar di scoperta a bassa quota di bersagli aerei e in superficie, mentre le più grandi MEKO 360 hanno un solo radar principale.

## Aradu
La Aradu, nave ammiraglia della flotta nigeriana, è a tutt'oggi senza pari nella marina della più popolosa nazione africana. L'Aradu, costruita in una sola unità si differenzia dalle navi argentine per avere un hangar capace di un solo elicottero, ma è dotata di missili antinave OTOMAT, i quali con un turbogetto, hanno gittata di oltre 100 km ed infine, fatto non meno importante, ha un apparato motore CODOG, con diesel di crociera e turbine per alta velocità, per cui non si potrebbe dire che essa sia inferiore rispetto alle Almirante Brown.
Dopo un lungo periodo di inattività, questa nave, nonostante sia quasi trentenne e quindi per gli standard delle nazioni del Primo mondo, da radiare, è stata di recente aggiornata e revisionata e dovrebbe prestare servizio ancora per un decennio.